# 醛穩定冷凍保存
醛穩定冷凍保存（英語：Aldehyde-stabilized cryopreservation），是一種新的生物冷凍保存技術，由低溫生物學研究公司21st Century Medicine, Inc.的科學家Robert L. McIntyre和Gregory Fahy在2016年的一次科學實驗中首次使用。該技術使用特殊的固定和玻璃化實現方式，成功把兔腦在 -135 °C下保存。
使用這種保存方式下的兔子大腦，通過電子顯微照片中看見，被保存的大腦中的細胞膜、突觸和細胞內結構完好無損，因而被一些科學家認為該大腦處於“近乎完美”的狀態下保存。
在冷凍保存後再解凍後的大腦，發現沒有發生嚴重的退化，復溫後使用電子顯微鏡評估，大腦結構仍然保存完好。
該技術最終榮獲腦保存基金會（Brain Preservation Foundation）頒發小動物腦保存獎（Small Animal Brain Preservation Prize）。
不過，雖然技術能成功保存大腦結構，且在解凍後沒有破壞牠的結構，但仍無法成功復甦冷凍保存的大腦。
儘管這些技術尚未成功復甦冷凍保存的大腦，但一些研究人員認為該技術為未來提供了更好的可能研究方向。 